# BMO 해리스 브래들리 센터
BMO 해리스 브래들리 센터(영어: BMO Harris Bradley Center)는 미국 위스콘신주 밀워키에 위치한 실내 경기장이다. 과거 NBA 밀워키 벅스, IHL/AHL 밀워키 애드미럴스의 홈경기장으로 사용했다.